# Roketsan Cirit
Cirit je laserski navođen 70 milimetarski raketni sustav u proizvodnji turskog proizvođača oružja Roketsan. To je jedan od projekata koje je Turska pokrenula za opremanje jurišnih helikoptera turske vojske T-129 Atak, AH-1P Cobra i AH-1W Super Cobra s niskim troškovima i sposobnostima preciznih napada. Odabrao ga je Eurocopter za izvođenje programa testiranja i integracije za opremanje Eurocoptera EC635. Ime oružja dolazi od tradicionalne turske jahačke igre cirit (izgovara se đirit), u kojoj dva tima jahača vode lažnu bitku koristeći drvena koplja koja se nazivaju cirit.

## Opis
Cirit je 70 milimetarski vođeni raketni sustav opremljen poluaktivnom laserskom tražilicom za samonavođenje. Dio za traženje i navođenje pričvršćen je na namjenski izrađenu bojnu glavu s neosjetljivim streljivom klase 5. Višenamjenska bojna glava ima kombinirano streljivo za probijanje oklopa s poboljšanim protupješačkim i zapaljivim učincima iza oklopa. Motor je smanjene izvedbe. Povezan je sa stražnjim dijelom valjkastim ležajem koji mu omogućuje rotaciju u letu. Na samom stražnjem dijelu projektila ispred ispušne mlaznice nalaze se četiri male stabilizacijske površine koje osiguravaju stabilan let. Roketsan je razvio novu lansirnu kapsulu i novi spremnik u kojem se Cirit isporučuje kao komplet. Cirit ima najveći učinkoviti vođeni domet od 8 km s velikom vjerojatnošću pogotka na cilj od 3×3 m na ovom dometu.
Početni rad na dizajnu Cirita započeo je 2004. godine, a prvi put je javno prikazan tijekom IDEF- a 2007. Roketsan je odlučio ne slijediti primjer drugih programa i razvio je Cirit kao sveobuhvatni komplet, a ne kao dodatni komplet za navođenje za postojeće nevođene rakete. Ovo je dovelo do toga da tvrtka radi na nekoliko novih komponenti za raketu uključujući poluaktivni laserski tragač, sustave za pokretanje i kontrolu, ležajeve, računalni hardver i softver. Višenamjensku bojnu glavu visokih performansi, motor i poseban spremnik dizajnirao je i razvio TUBITAK-SAGE. Cirit je dizajniran za korištenje s postojećim 70 mm raketnim bacačima kao što su LAU-61, LAU-68, LAU-130, LAU-131, M260 i M261. Roketsan također razvija novu seriju digitalnih lansera, sa sedam i 19 cijevi.
Proizvodi se od 2010. godine i kupcima je do sada isporučeno 5000 jedinica.

## Korisnici
- Bahrein
- Filipini[6]
- Turska
- Ujedinjeni Arapski Emirati – 2000 jedinica[6]